# 히노정 (시가현)
히노정(일본어: 日野町)은 일본 시가현 가모군의 정이다.

## 인접한 자치체
- 히가시오미시
- 고카시

## 역사
- 1889년 4월 1일 - 정촌제 시행으로 히노정, 미나미힛사촌, 기타힛사촌, 가이가케촌, 니시오지촌, 사쿠라다니촌이 탄생하였다.
- 1894년 5월 12일 - 사쿠라다니촌이 히가시사쿠라다니촌과 니시사쿠라다니촌으로 분할되었다.
- 1955년 3월 16일 - 히노정, 미나미힛사촌, 기타힛사촌, 가이가케촌, 니시오지촌, 히가시사쿠라다니촌, 니시사쿠라다니촌이 합병해 히노정이 성립하였다.

## 교통

### 철도
- 오미 철도(일본어판) 본선
  - (← 히가시오미시 아사히오쓰카역(일본어판)) - 아사히노역(일본어판) - 히노역 (시가현)(일본어판) - (고카시 미나쿠치마쓰오역(일본어판) →)

### 도로
- 국도 제307호선
- 국도 제477호선 (일본)(일본어판)